# Letecký útok na Plzeň 14. února 1945
Letecký útok na Plzeň 14. února 1945 byla operace amerických vzdušných sil (USAAF) v zimě roku 1945, v průběhu druhé světové války. Při denním náletu bombardérů USAAF na západočeské město Plzeň mělo být především poškozené seřaďovací nádraží.

## Pozadí
Od začátku roku 1945 už bylo zřejmé, že vývoj na bojištích nečeká žádný zásadní zvrat. Německo prohrávalo jednu bitvu za druhou a naopak vzdušná nadvláda Spojenců stále rostla. Německá protiletadlová obrana byla v rozkladu, stíhací jednotky se potýkaly s nedostatkem letadel, zkušených pilotů, pozemního personálu a v neposlední řadě chyběly Němcům také pohonné hmoty jako důsledek soustředěného ničení rafinérií a skladů spojeneckými bombardéry. Omezený počet německých stíhačů, které by mohly odstartovat ke vzdušným soubojům, snížil počty sestřelených amerických či britských bombardérů. Poslední přetrvávající hrozbou pro Spojence zůstalo protiletadlové dělostřelectvo, byť již bylo značně oslabené.
Německá zbrojní výroba byla udržována s velkými obtížemi stále v chodu, avšak motory a ostatní vyrobené součásti do letounů se mnohdy vůbec nedostaly k přepravě po železnici. Pokud ano, byly většinou zničené ještě předtím, než vlak vůbec vyjel, jelikož spojenecké nálety se od roku 1945 soustředily na vlaky a nádraží. Dne 6. února 1945 se Spojenci dohodli na takzvané „No Bombing Line“. Tím byla střední Evropa rozdělena podél spojnice měst Štětín, Berlín, Drážďany, Brno, Vídeň a Záhřeb na západní operační prostor pro americké a britské bombardéry a na východní oblast určenou pro akce sovětských letounů. Pro Plzeň i celé jihozápadní Čechy znamenalo jaro roku 1945 stále narůstající počet útoků amerických vzdušných sil na strategické i taktické cíle, především nádraží a dopravní uzly.

## Předchozí útoky
Většina předchozích leteckých útoků se primárně snažila vyřadit z provozu Škodovy závody, neboť byly jednou z největších zbrojních továren v Evropě. Význam plzeňské zbrojovky v průběhu války stoupal s tím, jak byly jiné továrny poškozeny či zničeny bombardováním. Cílem bombardování bylo zničení továrny či omezení výroby, srovnatelný účinek by ale mělo zabránění dopravy zbraní na frontu. Už při říjnovém náletu v roce 1944 byly bomby shazovány v malé míře i na seřaďovací nádraží a při druhém prosincovém náletu útočila část letadel na hlavní nádraží, byť pumy dopadaly většinou na okolí včetně Měšťanského pivovaru a centra města.

## Letecký útok
Vzdušný prostor nad Evropou byl 14. února 1945 velmi rušný. Vedle 9. letecké armády USAAF, která vyslala nad Německo přes 600 letadel, prováděla 8. letecká armáda misi 830. Při ní bylo vysláno 1377 bombardérů a 962 stíhaček, aby v Německu a na jím okupovaných územích zasáhly cíle spojené s výrobou a distribucí pohonných hmot a železniční cíle. Svaz 461 těžkých bombardérů B-17 Flying Fortress a 281 doprovodných stíhaček P-51 Mustang byl vyslán na Drážďany, ale pro špatné počasí byly zvoleny i příležitostné cíle na území bývalého Československa. Útok na Drážďany provedlo 311 bombardérů, dalších 62 letadel zaútočilo na Prahu, 25 letadel na Most a 12 bombardérů na Plzeň.
K Plzni přilétala letka bombardérů před polednem, v 11.59 byl vyhlášen letecký poplach, který trval do 13.46. Útok 12 bombardérů nebyl považován za vážný, což dokládá skutečnost, že ve Škodovce nebyl vyhlášen poplach pro opuštění závodu. Bombardéry shodily 27,5 tuny bomb na Roudnou a seřaďovací nádraží, přičemž je možné, že cílem bylo jen seřaďovací nádraží a ostatní pumy dopadající mimo něj byly svrženy nepřesně. Šlo o první akci 8. letecké armády nad Plzní.

## Následky a škody náletu
Následky byly v porovnání s předchozími nálety malé. Zahynulo 6 osob a jedna další osoba byla raněná. Zničené byly jen dvě budovy, dvě byly těžce poškozené a 36 budov utrpělo lehké poškození. Na seřaďovacím nádraží bylo zasaženo skladiště dřeva, které bylo poškozeno již při říjnovém náletu v roce 1944. Škodovy závody, obvyklý cíl náletů na Plzeň, tentokráte zasaženy nebyly.
Pamětník Bohuslav Strejc vzpomněl, jak se spolu s dalšími obyvateli ukrýval v jeskyni někdejší poustevny v Lochotínském parku, když je uvnitř jeskyně porazila tlaková vlna nedalekého výbuchu.